# ايمانويل روزين
ايمانويل روزين (بالعبرية: עמנואל רוזן‏) هو صحفي ومقدم تلفزيوني إسرائيلي، ولد في 6 أغسطس 1960.